# Janusz Apakoń
Janusz Apakoń (ps. Czarny Koń) (ur. 1 stycznia 1890 we Przemyślu, zm. 1945 w Krakowie) – polski malarz, żołnierz Legionów Polskich, major Wojska Polskiego, wiezień obozu koncentracyjnego w Płaszowie.

## Życiorys
Po ukończeniu przemyskiego gimnazjum wstąpił do Związku Strzeleckiego, a następnie został wcielony do 3 kompanii III batalionu 1 pułku piechoty Legionów Polskich. W późniejszym czasie był wachmistrzem w 5 szwadronie 2 pułku ułanów. Od jesieni 1917 został zaszeregowany do wywiadu Polskiej Organizacji Wojskowej, w oddziale bojowym stacjonującym w Krakowie. To umożliwiło mu rozpoczęcie studiów na Akademii Sztuk Pięknych. Przez dwa semestry studiował w pracowni Józefa Mehoffera, ale przegrupowanie do 1 pułku ułanów zmusiło go do przerwania nauki. W listopadzie 1918 w szeregach 9 pułku ułanów Małopolskich w stopniu rotmistrza brał udział w wojnie polsko-ukraińskiej i walczył w obronie Lwowa, do rezerwy został przeniesiony w 1921 roku. W rezerwie posiadał przydział do 9 p.uł.. W 1934 roku pozostawał w ewidencji Powiatowej Komendy Uzupełnień Lwów Miasto. Był nadal rotmistrzem rezerwy 9 p.uł. w Trembowli.
W 1927 powrócił na przerwane studia, naukę kontynuował pod kierunkiem Józefa Mehoffera i Jana Wojnarskiego. Debiutował na wystawie zorganizowanej w 1931 przez Towarzystwo Przyjaciół Sztuk Pięknych, wystawiał również na wernisażu Towarzystwa Artystów Polskich "Sztuka". Podczas studiów wielokrotnie otrzymywał wyróżnienia i pochwały, Fundusz Kultury Narodowej przyznał Januszowi Apakoniowi stypendium. Po ukończeniu nauki w 1932 zajął się tworzeniem, uczestniczył w licznych wystawach i wernisażach. W 1935 otrzymał stypendium rządowe, które umożliwiło mu wyjazd do Francji, z tamtego okresu pochodzi wiele pejzaży. Po powrocie ponownie skupił się na twórczości, wystawiał swoje prace w Warszawie, Krakowie i Lwowie. Był członkiem krakowskiego Towarzystwa Artystów Grafików i Związku Zawodowego Polskich Artystów Plastyków. Latem 1939 we Francji miała miejsce wystawa objazdowa twórczości Janusza Apakonia, ale w związku z sytuacją polityczną w sierpniu tego roku artysta powrócił do kraju. 
Po mobilizacji brał udział w kampanii wrześniowej w stopniu majora, po jej upadku zaangażował się w walkę w szeregach Związku Walki Zbrojnej, a następnie Armii Krajowej. Aresztowany przez Gestapo został uwięziony w obozie koncentracyjnym w Płaszowie. Był jednym z przywódców buntu w obozie koncentracyjnym w Płaszowie jaki miał miejsce w styczniu 1945. Zmarł w lutym 1945 w obozie koncentracyjnym w Płaszowie.
Twórczość Janusza Apakonia obejmuje malarstwo olejne, akwaforty, akwatinty. Przedmiotami, które zajmowały artystę, była martwa natura, pejzaże, portret. W ostatnich latach życia malarz część dzieł poświęcił tematyce wojennej.
Za udział w obu wojnach światowych Janusz Apakoń został odznaczony orderem Virtuti Militari i dwukrotnie Krzyżem Walecznych.